# Problemi di Landau
I problemi di Landau sono quattro problemi di base riguardanti i numeri primi che furono elencati da Edmund Landau e da lui proposti, nel 1912, all'attenzione della comunità scientifica convenuta all'International Congress of Mathematicians tenutosi quell'anno a Cambridge. Landau definì questi problemi come "inattaccabili allo stato attuale della scienza".

## Elenco
I problemi sono:
1. La congettura di Goldbach: può ogni numero pari maggiore di 2 essere scritto come somma di due numeri primi?
2. La congettura dei numeri primi gemelli: esistono infiniti numeri primi {\displaystyle p} tali che anche {\displaystyle p+2} sia un numero primo?
3. La congettura di Legendre: esiste sempre un numero primo compreso tra due quadrati perfetti consecutivi?[1]
4. Esistono infiniti numeri primi della forma {\displaystyle n^{2}+1}?[1]

Fino ad oggi, questi quattro problemi rimangono ancora senza soluzione.